# Mario Leclerc
Mario Leclerc est un chimiste, chercheur et professeur québécois né en 1961. Il était titulaire de la Chaire de recherche du Canada sur les polymères électroactifs et photoactifs jusqu'en 2023.